# Фішензон Юхим Якович
Юхим Якович Фішензон (26.03.1885, м. Вінниця - 03.10.1939, Ялта, АР Крим) –  терапевт, фтизіатр, доктор медицини, професор.

## Життєпис
Народився в родині службовців. У 1906 р. вступив на медичний факультет Лозанського університету, який закінчив у 1911 р. В наступні роки вдосконалював свої знання у клініках Парижу, Берліну, а також військово-медичній академії Санкт-Петербургу. Ю. Я. Фішензон був учнем знаменитого швейцарського фармаколога професора Луї Бурже. З 1912 р. працював у Єврейській лікарні м. Вінниці, протягом 1914-1917 рр. – старший лікар та консультант вінницького шпиталю Всеросійського Земського Союзу. На початку 20-х років ХХ ст. Ю. Я. Фішензон був головним лікарем Червоноармійського шпиталю. У 20-х–30-х роках ХХ ст. очолював терапевтичне та туберкульозне відділення другої радянської лікарні м. Вінниці, упродовж певного часу був її головним лікарем. Ю. Я. Фішензон займався також приватною медичною практикою. Упродовж 1920-х років викладав курс терапії у Вінницькому фармацевтичному технікумі. Вчений був активним учасником засідань Вінницького наукового об’єднання лікарів. У 1927 р. він був заступником голови цього наукового об’єднання. Ю. Я. Фішензон був одним з організаторів створення Вінницького державного медичного інституту. Упродовж 1934-1939 рр. очолював кафедру факультетської терапії цього навчального закладу. У 1935 р. Ю. Я. Фішензон був делегатом від Вінниці на XII Всесоюзному з’їзді терапевтів, що відбувся в Ленінграді. Пішов із життя 3 жовтня 1939 р. у Ялті від тривалої та важкої хвороби.

## Наукова та лікарська діяльність
Упродовж 1914-1917 рр., працюючи у шпиталі Всеросійського земського союзу, надавав допомогу хворим з вогнепальними пораненнями легень. У 1915 р. Ю. Я. Фішензон на хірургічному з’їзді лікарів військових шпиталів Подільської губернії доповів про досвід лікування понад 100 пацієнтів з вогнепальними пораненнями легень. У монографії “Огнестрельные ранения в средней эвакуационной зоне” (1916) він навів результати лікування понад 400 пацієнтів, які отримали поранення під час Першої світової війни. Ю. Я. Фішензон був прихильником активної хірургічної тактики при вогнепальних пораненнях грудної клітки. Вчений запропонував власний метод лікування гематотораксу штучним гемолізом. У монографії розглянуто досвід лікування гематотораксів та емпієм плевральної порожнини. Ю. Я. Фішензон виступав за термінове, за необхідності повторне, видалення крові з плевральної порожнини при гемотораксах. Вчений доводив безпечність та користь повного видалення ексудату з порожнини плеври. Ця точка зору згодом була підтверджена досвідом багатьох хірургів. На його думку, ексудат є відмінним середовищем для розмноження туберкульозних бацил, також сприяє утворенню спайок та зрощень. На основі власних багаторічних спостережень Ю. Я. Фішензон прийшов до висновку, що своєчасна і повна аспірація ексудату з плевральної порожнини при серозно-фібринозних плевритах і заміна його на газ значно покращує стан хворих та туберкульоз, попереджує утворення спайок і дозволяє досягти стійкої ремісії захворювання. З доповіддю “К вопросу о муко-мембранозной колопатии” виступив на другому Всеукраїнському з’їзді терапевтів в Одесі у вересні 1927 р. На 14-му з’їзді російських хірургів цього ж року науковець оприлюднив доповідь, присвячену лікуванню вогнепальних поранень легень на фронтах Першої світової війни.
Вчений запропонував хірургічний метод лікування ексудативного плевротуберкульозу, а також такого його ускладнення, як емпієма плеври. За твердженням Ю. Я. Фішензона, плевротомія (розтин плеври) дозволяла досягти стійкого одужання або тривалої ремісії туберкульозу у випадках, коли інші методи лікування не давали результатів. Застосування цього методу дозволяло у низці випадків досягти клінічного одужання хворих на гнійних пневмоплеврит з важким перебігом.
У журналі “Вопросы туберкулеза” Ю. Я. Фішензон розмістив статтю “Парафиноторакс при лечении гнойных пневмоплевритов”. Робота написана на основі досвіду лікування гнійних плевритів у туберкульозному відділенні Вінницької терапевтичної лікарні. Застосування цього методу дозволяло у низці випадків досягти клінічного одужання хворих на гнійних пневмоплеврит. Вчений використовував для лікування гваякол з рідким парафіном, який вводив у плевральну порожнину хворих на гнійних пневмоплеврит із затяжним перебігом. Особливо корисним цей метод був при торпідних септичних гнійних пневмоплевритах. Демонстрація хворого, який отримав лікування за допомогою цього методу, відбулася на засіданні наукового об’єднання лікарів у квітні 1929 р.
Крім навчальної, Ю. Я. Фішензон активно займався науковою роботою, випустивши ряд цінних праць з різних питань медицини. Ці роботи мали велику наукову цінність і використовувались багатьма найвидатнішими клініцистами. Ю. Я. Фішензон широко застосовував новий метод лікування гіпоксичних станів при важких пневмоніях – підшкірні ін’єкції кисню. Цей метод лікування він почав вперше застосовувати ще в 1915 р. при важких пораненнях легень, в яких загрозливий стан був результатом дихальної недостатності, інфільтрації або стиснення легень ексудатом. Особливо сприятливі результати підшкірне введення кисню давало при важких пневмоніях, туберкульозі, гіпоксіях та різних інтоксикаціях. В шпиталі Всеросійського земського союзу за його ініціативи підшкірні введення кисню застосовувались при легеневій недостатності під час наркозу та після операцій. Результати застосування цього методу вчений узагальнив у праці “Подкожные впрыскивания кислорода как метод борьбы с асфиксическими и токсико-аллергическими состояниями” (1928). За ініціативи Ю. Я. Фішензона на базі Вінницького державного медичного інституту була створена факультетська терапевтична клініка на 55 ліжок, яка після реорганізації значно зросла. Клініка була оснащена рентгенівським апаратом, двома лабораторіями (клінічною і біохімічною), фізіотерапевтичним кабінетом, аудиторією на 150 місць для занять студентів, необхідною кількість таблиць та інших приладів для науково-дослідної роботи, а також клінічною бібліотекою. При клініці щомісяця відбувалися наукові конференції, в яких брало участь чимало студентів. Спостерігаючи за розвитком медичної науки, невтомно навчаючись і працюючи над собою, професор Ю. Я. Фішензон був одним з найактивніших учасників наукових терапевтичних з’їздів та конференцій. Ю. Я. Фішензон мав великій досвід лікування хворих на туберкульозний пневмоплеврит, використовуючи для цього метод штучного пневмотораксу, який полягав у введенні газу (азоту, кисню) у плевральну порожнину. У 1930-х роках вивчав можливість отримання знеболювальних ліків з лікарських рослин Вінниччини. В останні роки життя працював над другим виданням монографії про вогнепальні поранення легень, яка ґрунтувалася на величезному матеріалі з часів Першої світової війни . Останньою науковою працею вченого була стаття “О гастроррагиях при острых и хронических язвенных процессах желудка” (1940), опублікована в журналі “Врачебное дело” вже після його смерті. В ній він розглянув проблему гострих кровотеч при виразковій хворобі та інших патологіях шлунку.

## Праці Ю. Я. Фішензона
1. Фишензон Е. Я. Огнестрельные ранения в средней эвакуационной зоне / Е. Я. Фишензон. – Винница: “Типография Винницкого городского управления”, 1916. – 144 с.
2. Фишензон Е. Я. Плевротуберкулез и его лечение / Е. Я. Фишензон. – Винница. 1922. - 221 с. 
3. Фишензон Е. Я. Плевральные осложнения при искусственном пневмотораксе (патология, клиника и терапия) / Е. Я. Фишензон. – Винница: [б. и.], 1927. – 126 с.
4. Фишензон Е. Я. Подкожные впрыскивания кислорода как метод борьбы с асфиксическими, токсическими и токсикоинфекционными состояниями / Е. Я. Фишензон. - Винница: [б. и.], 1927. – 126 с. 
5. Фишензон Е. Я. Отдаленные результаты лечения плевротомией неиссекающих форм серознофибринозных туберкулезных плевритов / Е. Я. Фишензон // Врачебное дело. – 1928. – № 21. – С. 1660–1663.
6. Фишензон Е. Я. К вопросу о Colopathela Mucomembranacea // Труды 2-го Всеукраинского съезда терапевтов. Одесса, 1928. – С. 133–137
7. Фишензон Е. Я. Парафиноторакс при лечении гнойных пневмоплевритов / Е. Я. Фишензон // Вопросы туберкулеза. – 1929. – № 1. – С. 115–122. 
8. Фишензон Е. Я. Противотифозные прививки и недостаточность надпочечных желез (из Винницкой терапевтической больницы)   // Врачебное дело. – 1929. – № 23. – С. 1477–1481. 
9. Фишензон Е. А. Абдоминальный симптомокомплекс при заболеваниях органов грудной полости / Е. А. Фишензон // Врачебное дело. – 1934. – № 7. – С. 417–424.
10. Фішензон Є. Я. Підшкірна оксигенотерапія при пневмоніях / Є. Я. Фішензон // Праці Вінницького державного медичного інституту. - К.; Держмедвидав, 1938. – Т. 1. – С. 30ؘ–40.
11. Фишензон Е. Я. О гастроррагиях при острых и хронических язвенных процессах желудка / Е. Я. Фишензон // Врачебное дело. – 1940. - № 9. – С. 575–582.